# 大衛·史提芬遜 (天文學家)
大衛·约翰·史提芬遜（英語：David John Stevenson，1948年9月2日—），美國加州理工學院行星科學系教授。他於紐西蘭出生，於康乃爾大學取得物理學系博士學位，在他修讀期間，曾製作木星內部結構的模型。他以流體力學和磁流體動力學來研究行星和衛星的結構為著名，1984年曾奪得哈罗德·C·尤里奖。現時他為英國皇家學會的名譽會員。